# Planta de catedral

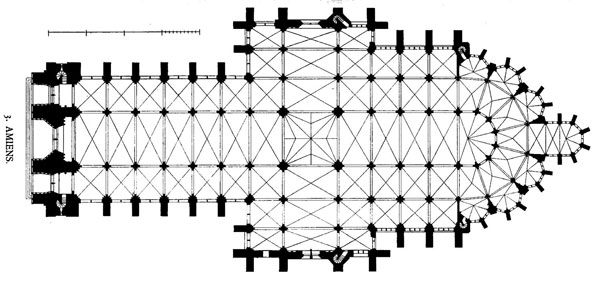
Plànol de planta d'Amiens: Un pilar massís suporta les torres del final de l'oest, els creuers són abreujats; set capelles radiants formen la girola a l'absis.

El dibuix de planta de catedral és el plànol que mostra el detall de la planta d'una catedral, és a dir, les seccions de les parets i els pilars, donant una idea dels perfils de la seva estructura. Les finestres vidriades es representen per línies dobles il·luminades en les parets dels perímetres, mentre que les carenes per sobre de la volta es representen amb línies de punts. Per convenció, els plànols eclesiàstics són mostrats amb el nord a la part superior i l'est litúrgic a la part dreta.

## Plantes d'abadia
En el cas de les abadies n'hi ha algunes que tenen una planta que és comparable a una catedral, encara que de vegades amb més èmfasi en els espais del santuari i del cor, que són reservats per a la comunitat religiosa. Les esglésies més petites són planejades similarment, però amb simplificacions.